# Großsteingrab Mankegård 2
Das Großsteingrab Mankegård 2 ist eine megalithische Grabanlage der jungsteinzeitlichen Nordgruppe der Trichterbecherkultur im Kirchspiel Strø in der dänischen Kommune Hillerød.

## Lage
Das Grab liegt südlich von Sigerslevøster in einem kleinen Waldstück. Etwa 130 m nordnordöstlich befindet sich das Großsteingrab Mankegård 1. In der näheren Umgebung gibt bzw. gab es mehrere weitere megalithische Grabanlagen.

## Forschungsgeschichte
In den Jahren 1887 und 1942 führten Mitarbeiter des Dänischen Nationalmuseums Dokumentationen der Fundstelle durch. Eine weitere Dokumentation erfolgte 1982 durch Mitarbeiter der Forst- und Naturbehörde.

## Beschreibung
Die Anlage besitzt eine nordost-südwestlich orientierte rechteckige Hügelschüttung, über deren Größe unterschiedliche Angaben vorliegen. Der Bericht von 1887 nennt eine Länge von 50 m, eine Breite von 8 m und eine Höhe von 2 m. Der Bericht von 1942 nennt eine Länge von 33 m, eine Breite von 9 m und eine Höhe von 1,5 m. Der Bericht von 1982 nennt eine Länge von 31 m, eine Breite von 9 m und eine Höhe von 1,7 m. Beide Enden des Hügels sind angegraben. Von der Umfassung wurden 1887 noch 14 Steine an der südöstlichen und ein Stein an der nordwestlichen Langseite festgestellt.
16 m vom südwestlichen Ende des Hügels befindet sich eine Grabkammer, die als Urdolmen anzusprechen ist. Sie ist nord-südlich orientiert und hat einen trapezförmigen Grundriss. Sie hat eine Länge von 1,3 m und eine Breite von 0,5 m im Süden bzw. 0,6 m im Norden. Die Kammer besteht aus zwei Wandsteinen an der Westseite sowie je einem Wandstein an der Nord-, Ost- und Südseite. Der Deckstein fehlt.